# عاشق عموري (فلم)
عاشق عموري- فيلم إماراتي طويل، يصنف على انه فيلم"رياضي"، تم عرضه في 2018م، من تاليف وإخراج: عامر سالمين المري.

## قصة الفيلم واحداثه
فيلم «عاشق عموري» يروي قصة إنسانية يخوضها أربعة صبيان شجعان يقودهم صديقهم «عامر» الملقب بعاشق عموري ولديه حلم كبير، وتدور أحداث الفيلم حول فتى صغير يتخذ من لاعب كرة القدم عموري قدوة له، ويحلم بأن يصير مثله، ويحاول شق طريقه عبر سلسلة من الصعوبات والتحديات في تحقيق حلمه بأن يحترف ويلعب كرة القدم ضمن المنتخب الوطني للإمارات.

## طاقم العمل
شارك في الفيلم الرياضي الإماراتي "عاشق عموري" العديد من الممثلين، نذكر من بينهم:
- منصور الفيلي. ممثل إماراتي، مواليد 1961م
- عبدالله بن حيدر. ممثل إماراتي.
- جمعة الزعابي. لعب دور "عموري"
- آلاء شاكر، ممثلة عراقية، مواليد 1977م
- عبدالرحمن الملا.مخرج وممثل إماراتي.
- سالم العيان. ممثل إماراتي، مواليد 1975م
- مطر محمد الزعابي.
- ماجد البلوشي. ممثل كويتي، مواليد 1992م.
- سلطان الراشد، ممثل ومطرب سعودي، مواليد 1990م
- سيف التوجلي.
- خالد سناني.
- عامر ريان.
- سعد الذهبي.
- بدر الراشد.

## الجوائز والمهرجانات
شارك فيلم "عاشق عموري" للكاتب والمخرج الإماراتي عامر سالمين المري في أكثر من 26 مهرجاناً سينمائيًا، ويعد الفيلم الروائي الطويل من حيث عدد المشاركات في المسابقات الرسمية في المهرجانات الدولية، وفاز بالعديد من الجوائز ، والتي نذكر منها:
- جائزة أفضل مخرج من مهرجان دلهي السينمائي الدولي.
- شهادة تقدير من لجنة تحكيم مسابقة نور الشريف من مهرجان الإسكندرية السينمائي.
- أفضل فيلم للأطفال، وأفضل صورة بصرية من مهرجان نيروبي السينمائي بكينيا.
- أفضل صوت من مهرجان كينيا الدولي للأفلام الرياضية.

## روابط خارجية
- فيلم عاشق عموري على موقع قاعدة بيانات الأفلام العربية.
- رابط مشاهدة الفيلم على منصة يوتيوب.
- فيلم عاشق عموري علي موقع IDMB (بالإنجليزية)
- فيلم عاشق عموري علي موقع قاعدة بيانات الفيلم
- فيلم عاشق عموري علي موقع AV CLUB
- فيلم عاشق عموري علي موقع فيلم أفينتي.